# Cine político

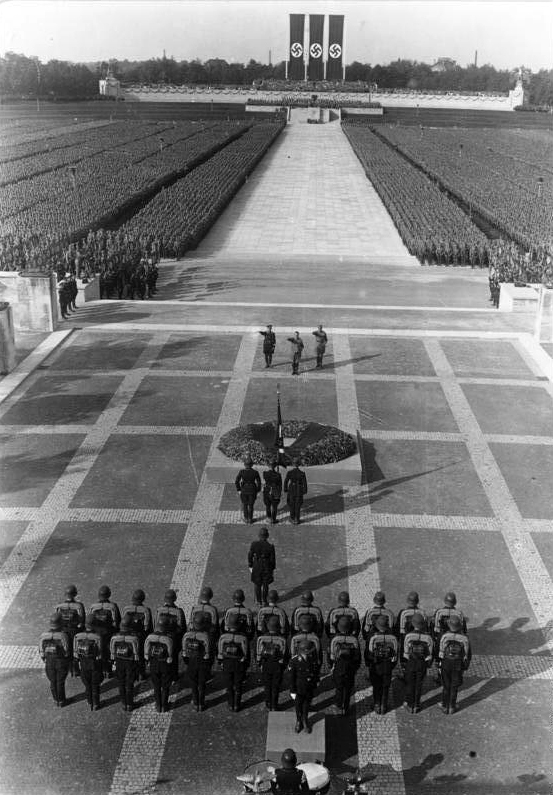
El triunfo de la voluntad (1935), de Leni Riefenstahl, una exaltación del nazismo que muestra cómo el cine político puede transformarse en propaganda.

El cine político es aquel que trata temas políticos, unas veces para suscitar la reflexión o para denunciar injusticias sobre problemas políticos o sociales y otras veces para adoctrinar, en cuyo caso más puede hablarse de propaganda o de cine revolucionario que de cine político. 

## El género
Incluido dentro del más general cine social, se encuentra entre el drama y el cine documental, géneros que pretende unir, aunque también puede orientarse a la sátira y volverse cómico-grotesco o recurrir a la historia del pasado o la distopía o la utopía del futuro para criticar el presente; de hecho, suministra interpretaciones de la historia y reflexiones éticas y estéticas sobre el pasado, el presente y el futuro del espectador, a quien pretende concienciar y desalienar; el más digno no solo defiende los derechos del hombre, sino que reclama también sus deberes. 
En realidad, cualquier película es susceptible de una interpretación o lectura política, sobre todo las históricas y las que tratan de dramas colectivos. Para que sea legítimo el espectador ha de tener la oportunidad de apropiarse de este cine o de rechazarlo, algo que, sea por lo que fuere, no suelen facilitar ni los gobiernos totalitarios ni las Majors y los mecanismos de la distribución cinematográfica y televisiva, que ejercen precisamente su abuso de poder por medio de la silenciosa censura del mainstream y la mercadotecnia. Resulta esto tanto más grave en cuanto que el cine tiene un destinatario colectivo, por lo que a duras penas puede ser clandestino e insurgente. De modo que son otros medios, como las plataformas de Internet o la televisión independiente los que han mostrado un nuevo cauce para el análisis político con series como The Prisoner, Borgen, Chernobyl, Veep, The Wire, El cuento de la criada, Crematorio, El ala oeste de la Casa Blanca, Black mirror, Mr. Robot, Humans o El fin de la infancia.

## Los temas

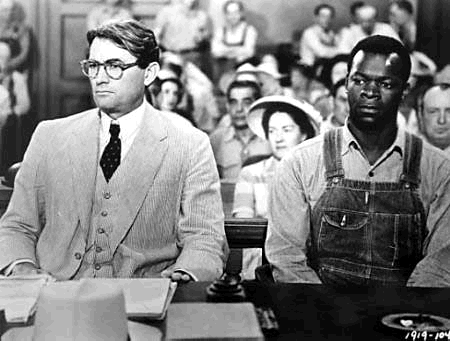
Atticus Finch y Tom Robinson en la película Matar a un ruiseñor (To Kill a Mockingbird), de 1962, dirigida por Robert Mulligan e inspirada en la novela homónima de Harper Lee.

Fuera del diseño y crítica de utopías o distopías, el cine político trata a menudo sobre distintos tipos reales de conflictos en la sociedad, generalmente relacionados con el poder, la violencia y la falta de libertad: la tiranía, la guerra, los genocidios, las huelgas, las revoluciones, el colonialismo, la discriminación étnica, sexual o política, la violencia política, tortura o terrorismo, las crisis económicas, la corrupción política, judicial y financiera, la brutalidad policial... También todo cuanto se reduce a un abuso del poder sobre la condición humana: la esclavitud, la pobreza, la burocracia, la injusticia, la exclusión social, la castración por "eugenesia", la pederastia encubierta por las instituciones etcétera. Genera, asimismo, varias clases de cine específicamente consagrado a los marginados (por ejemplo, el cine quinqui), al subproletariado, al feminismo y al grupo LGBT, aunque ya en este caso se trata de un género de cine todavía más abierto, el cine social.

## Historia

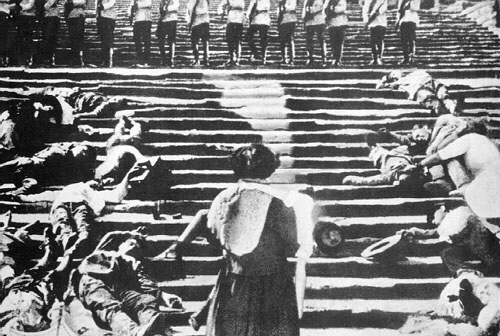
La "Matanza en la escalinata" del puerto de Odessa en El acorazado Potemkin (1925) de Serguéi Eisenstein

Durante el periodo mudo surge el cine político con El nacimiento de una nación (1915) del estadounidense David W. Griffith, de inspiración racista y supremacista; sigue con El acorazado Potemkim (1925) y Octubre del ruso Serguéi Eisenstein, que pretendían "educar políticamente a las masas" en el comunismo, Metrópolis (1925), de Fritz Lang, donde se muestra la distopía a que conduce el capitalismo alienante y tecnificado, y El triunfo de la voluntad (1935), de la alemana Leni Riefenstahl, que glorifica al nazismo. En esa misma línea está el mediometraje antimasónico y antisemita Fuerzas ocultas (1943), del francés de Vichy Jean Mamy. Sin embargo, la gran figura del documental político de entonces fue el holandés Joris Ivens, con obras como Misère au borinage (1934) o Tierra de España (1937), en que colaboraron Ernest Hemingway, John Dos Passos, Orson Welles y otras destacadas figuras de las artes.
Tras la II Guerra Mundial, el neorrealismo italiano ofrece Roma, ciudad abierta (1945), de Roberto Rossellini, una denuncia de la tortura y el fascismo; otras películas de este movimiento expresan la pobreza (Ladrón de bicicletas, de Vittorio de Sica), la corrupción política, las actividades mafiosas y, en el caso de Pier Paolo Pasolini, la marginalidad. El cine político del estadounidense Frank Capra trata de preservar los valores democráticos y las libertades cívicas con un humanismo que puede parecer ingenuo. No lo es, sin embargo, la producción de algunos de los represaliados Diez de Hollywood, como testimonia La sal de la tierra (The Salt of the Earth), de 1954. En Francia, el enigmático director Chris Marker rueda su visión de la descolonización en Las estatuas también mueren (1953). La nouvelle vague francesa, ya antes del mayo francés y californiano de 1968, también ofrece a veces ribetes sociales (Al final de la escapada, de Jean-Luc Godard, muestra por ejemplo como la marginalidad no se ajusta a la burguesía; Los cuatrocientos golpes, de François Truffaut, denuncia, como en otras obras, la educación sesgada, una constante en su obra; más general es Fahrenheit 451, una distopía donde se ataca el poder de los medios de comunicación de masas y el sistema totalitario que estos medios dirigen más que son dirigidos. Posteriores son Hervé Le Roux (Reprise, 1996), Peter Watkins (La commune, 2000), Henri-François Imbert (No pasarán, álbum souvenir, 2003), Simone Bitton (Mur, 2004), Jean-Louis Comolli (Durruti, portrait d’un anarchiste, 2000), Sylvain George, Jérémy Gravayat, Derek Woolfhenden, Yves-Marie Mahé y Karl Zéro (seudónimo de Marc Tellenne). El canadiense Jean-Marc Vallée realiza contribuciones tan notables al cine político como Dallas Buyers Club (2013), sobre la manipulación económica de las empresas farmacéuticas, entre otras. En el cine de Michelangelo Antonioni se expresa la incomunicación que impide la realización de cualquier forma de ideal humano. 
En el Reino Unido The Man in the White Suit (1951) revela cómo tanto el capitalismo como el sindicalismo viven de la obsolescencia programada. El free cinema británico denuncia el conflicto generacional en su país (por ejemplo, La soledad del corredor de fondo, de Tony Richardson); los personajes marginales de las grandes ciudades aparecen retratados crudamente por el también inglés John Schlesinger (Midnight Cowboy); Jim Sheridan denuncia hechos reales (los Cuatro de Guildford y Los Siete de Maguire) de la represión británica en Irlanda del Norte en su En el nombre del padre (1993). El guionista de este filme, Terry George, por otra parte, también dirige y escribe sobre el genocidio de Ruanda en Hotel Rwanda (2004). De formato casi documental es La era de la estupidez, que en 2009 dirigió la británica Franny Armstrong, cuya acción se desarrolla en 2055, en un mundo devastado por el catastrófico cambio climático, obteniendo además un récord mundial Guinness por ser el estreno cinematográfico más grande de la historia. Exam es un thriller británico de 2010 donde varios personajes compiten enigmáticamente por un empleo para el que se requiere humanidad e integridad. Recuerda a El método, una película española de 2005, que también describe un sistema de triaje entre ejecutivos. Por otra parte, los canadienses Neill Blomkamp y Denis Villeneuve procuran criticar la sociedad contemporánea mediante distopías futuristas, como Fritz Lang. También realizan este tipo de distopías los británicos Terry Gilliam (Brazil, Doce monos), James McTeigue (V de Vendetta, 2006), y el estadounidense James DeMonaco (The Purge, 2013). El australiano Peter Weir realiza una genial distopía con su El show de Truman y se atreve a criticar la dictadura indonesia en El año que vivimos peligrosamente.
En el Tercer Mundo el cine refleja la lucha anticolonial en Argelia y contra la pobreza secular, así como los modelos revolucionarios de Cuba y de la guerrilla campesina en Latinoamérica. 
El padre de este cine político latinoamericano es el argentino Fernando Birri con Tire die (1959), creando la escuela posterior de los también argentinos Gerardo Vallejo, Leonardo Favio, Raymundo Gleyzer (Los traidores, 1973, sobre el peronismo), Luis Puenzo (La historia oficial, 1985), Héctor Olivera (La noche de los lápices, 1986) sobre los desaparecidos en Argentina por la Operación cóndor, Marco Bechis y Fernando Ezequiel Solanas. Se creó en la Latinoamérica de los sesenta una corriente que fue llamada Tercer Cine, opuesta a la supremacía coercitiva del cine de Hollywood. Desde 2011 existe, además, el Festival Internacional de Cine Político de Buenos Aires (FICIP).
En Brasil destaca Hector Babenco (El beso de la mujer araña, Carandiru); al Cinema Novo brasileño pertenecen Glauber Rocha (Deus e o Diabo na Terra do Sol, 1964) y Nelson Pereira dos Santos (Vidas secas, 1963). Toda una obra maestra es La isla de las flores (1989), un documental de Jorge Furtado, donde se desmonta el mismísimo sistema de pensar del capitalismo reduciéndolo al absurdo. Últimamente, destaca Bacurau (2019), de Kleber Mendonça Filho y Juliano Dornelles, Gran Premio del Jurado del Festival de cine de Cannes. También existe un importante cine documental feminista: Auto de resistencia de Natasha Neri y Lula Carvalho, Torre de las doncellas de Susanna Lira y Espero tu (re)vuelta de Eliza Capai.
En México La sombra del Caudillo (1960) de Julio Bracho estuvo treinta años censurada porque narraba de forma crítica la sucesión presidencial tras la Revolución mexicana. El cineasta más dedicado al género es este país es sin duda Luis Estrada Rodríguez, autor por ejemplo de La ley de Herodes (1999) o La dictadura perfecta (2014), entre otras. Y anteriormente puede mencionarse a Felipe Cazals, Jorge Fons (Rojo amanecer, 1989, sobre la masacre de Tlatelolco), Carlos Bolado (Colosio: El asesinato, 2012) o Luis Alcoriza (Las fuerzas vivas, 1975), entre muchos otros.
Aunque el cine colombiano cuenta con figuras tan excepcionales e internacionales como Rodrigo García Barcha, su agitada realidad político-social solo se ha recogido en contadas ocasiones. Destaca sobre todo En la tormenta (1982), dirigida y escrita por el iconoclasta Fernando Vallejo. Muy discutivo ha sido lo que Luis Puenzo llamó, por su impostada complacencia y sentimentalismo, el cine de "pornomiseria"; una de sus películas más representativas y atacadas desde esta perspectiva fue Gamín (1978), de Ciro Durán. Muy diferente es la anarquista La estrategia del caracol (1994) de Sergio Cabrera, fundada en hechos reales y muy premiada en festivales internacionales.
En Bolivia, La bala no mata (2012) de Gabriela Paz Ybarnegaray se desarrolla como una investigación de tipo periodístico apoyada en los recuerdos de personas que lucharon en la Revolución boliviana de 1952. El también boliviano Jorge Sanjinés, una de las cumbres del llamado Tercer Cine, trata en Yawar Mallku (1969) del programa de esterilización realizado con medios norteamericanos a mujeres indígenas de la altiplanicie boliviana; también destaca su El coraje del pueblo (1972) o su galardonada La Nación Clandestina (1989), donde muestra la transculturación sufrida por el pueblo Aymara mediante la inmolación de un indígena que baila hasta morir según el rito del Jach'a Tata Danzanti. Olvidados (2015), del mexicano Carlos Bolado, trata sobre el terrorismo de Estado en Bolivia dentro del llamado Plan Cóndor para toda Latinoamérica con apoyo de la CIA en las décadas de 1970 y 1980.
En Perú destaca La cantuta en la coba del diablo (2011) de Amanda Gonzales, sobre el terrorismo de Estado en la época de Alberto Fujimori.
En Cuba es tal vez la más representativa Memorias del subdesarrollo (1968), sobre la transición política a la revolución cubana, dirigida por Tomás Gutiérrez Alea, aunque más crítica es Muerte de un burócrata (1966). La primera carga al machete (1969) de Octavio Gómez transcurre durante la guerra de la independencia de Cuba contra España; refleja la situación de la mujer Lucía (1968) del cubano Humberto Solás, De cierta manera (1974), de Sara Yera Gómez y Retrato de Teresa (1979), de Pastor Vega, también cubanos. 
El cine político en Chile ha sido un género muy cultivado. Patricio Guzmán denuncia para el futuro la dictadura de Pinochet en su documental La batalla de Chile (1975-79), a duras penas montado en el exilio; también lo hace Miguel Littin en La tierra prometida (1973), Silvio Caiozzi en Fernando ha vuelto (1998), y, en otro sentido, Aldo Francia en Valparaíso, mi amor (1970), donde muestra los absurdos de la maquinaria judicial. La pederastia de parte de la iglesia chilena se denuncia en El club (2015), de Pablo Larraín.
Seguramente el director más representativo del género es greco-francés Konstantinos Costa-Gavras, por entero consagrado a él y que denuncia un amplio espectro de abusos: la dictadura de los coroneles (Z, 1969), el estalinismo checo (La confesión, 1971) y la violencia estatal en América Latina (Estado de sitio (1973) y Desaparecido (1981), película censurada en Chile), entre otros filmes no menos notables, como Mad City (1997), Amen. (2001), Arcadia (2004), Edén al oeste (2009) o El capital (2012)... 
Películas emblemáticas son La batalla de Argel (1966), Queimada (1969) y Operación ogro (1979) de Gillo Pontecorvo, quien a veces se atreve a tratar el tema del terrorismo, como asimismo el alemán Uli Edel en Der Baader Meinhof Komplex (2008) y, entre otros italianos, ya fuera del neorrealismo, Elio Petri con su Trilogía del poder, en la que destaca La classe operaia va in Paradiso (1971) y Francesco Rosi (Il caso Mattei, 1971) así como La commare secca y Novecento (1976) de Bernardo Bertolucci. Últimamente, Il divo (2008) y Loro (2018) de Paolo Sorrentino, sobre los políticos corruptos Giulio Andreotti y Silvio Berlusconi.
En Alemania, traumatizada por un pasado que sus habitantes se resisten a evocar, fuera del ya citado Uli Edel, La ola (2008) de Dennis Gansel intenta explicar con un famoso experimento sociológico la génesis del fascismo.
El cine político tras el llamado Telón de acero es mucho más críptico, y con frecuencia se disfraza de farsa o comedia; entre otros cabe mencionar Rojos y blancos (1967) y muchas otras obras del húngaro Miklós Jancsó; también húngaro es László Benedek, quien en EE. UU. fue aclamado por su versión de La muerte de un viajante (1951), ilustración de la tragedia homónima de Arthur Miller sobre el sueño americano, y en Polonia Andrzej Wajda, con Człowiek z marmuru / El hombre de mármol (1977) y Człowiek z želaza / El hombre de hierro (1981), entre otras. El georgiano Tenguiz Abouladzé criticó el estalinismo en la premiada Arrepentimiento (1987). Para celebrar el cuadragésimo aniversario de la victoria soviética sobre la Alemania nazi en la Segunda Guerra Mundial, el ruso Elem Klímov rodó un espeluznante pero histórico episodio del genocidio nazi en Bielorrusia con crímenes contra la humanidad en Idí i Smotrí ("Ven y mira"), 1985. Pero ya en sus primeros tiempos se atrevió a atacar subrepticiamente a la burocracia comunista en Bienvenido o Prohibido el paso / Добро пожаловать, или Посторонним вход воспрещён (1964), bajo la apariencia de una historia de aventuras en un campamento de verano para niños. Aun así, tuvo problemas con la censura. El nuevo cine checoslovaco reveló, entre otros, a Miloš Forman, luego emigrado a los EE. UU., donde hizo obras tan notables y premiadas como Alguien voló sobre el nido del cuco, y Jiří Menzel, director, en 1969, de Skřivánci na niti / Alondras en el alambre de espino sátira sobre los absurdos de la burocracia estalinista censurada durante más de veinte años.

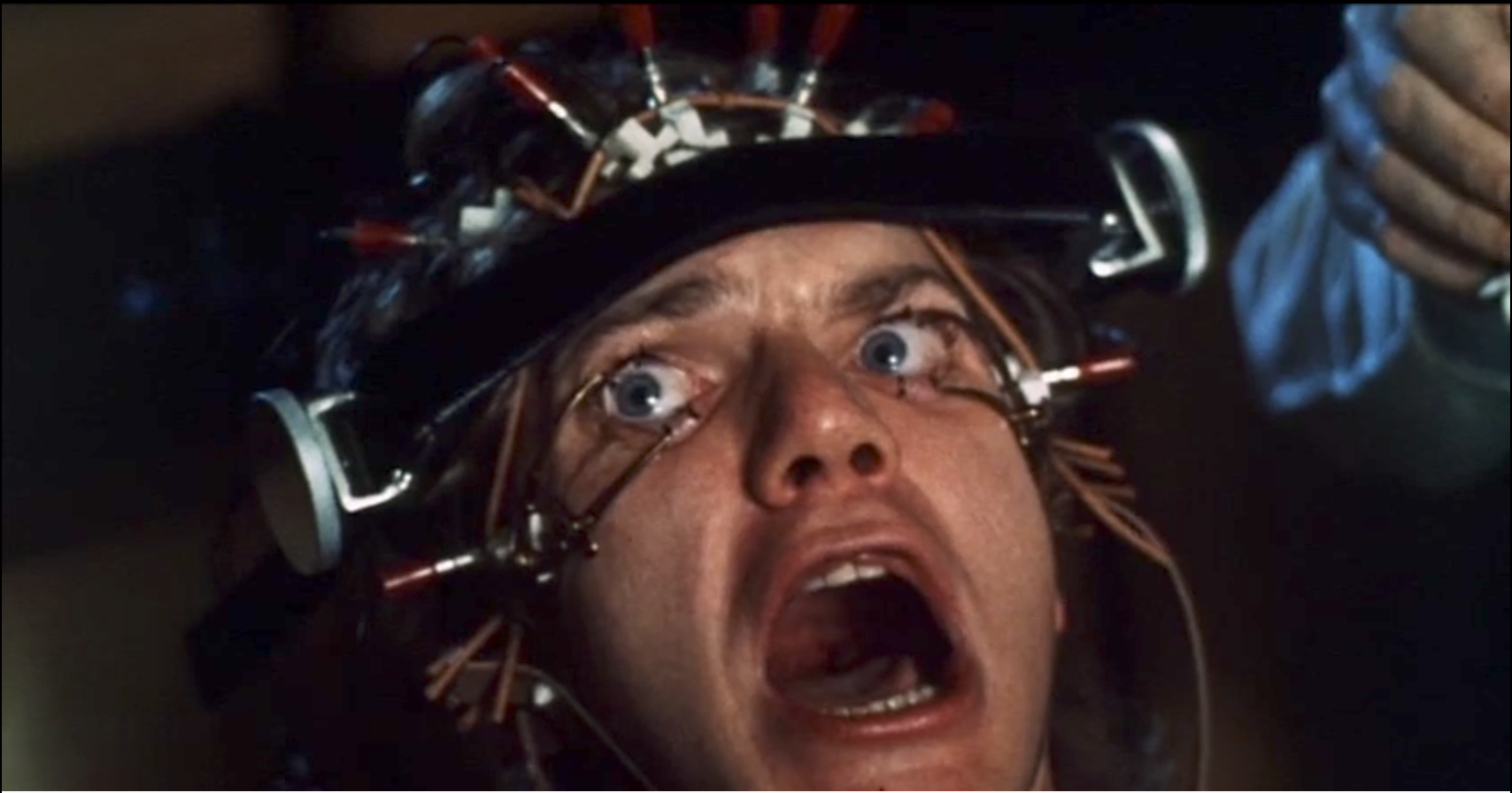
La Técnica de Ludovico retratada en La naranja mecánica, película de Stanley Kubrick.

En Estados Unidos, de algún modo se oponen las obras políticas de Frank Capra, John Ford (Las uvas de la ira), Elia Kazan (Viva Zapata, América, América) y David Mamet (Glengarry Glen Ross, el guion de The Verdict) a las de Dalton Trumbo (Johnny cogió su fusil crítica definitiva de toda forma de guerra, Espartaco, condena de la esclavitud), Robert Kramer (Milestones, 1975), Robert Greenwald, Martin Ritt (Norma Rae, 1979, sobre la lucha sindical), Sydney Pollack (El nadador, 1968, una crítica trascendente sobre el sueño americano), Streetwise, 1984, un más que duro documental de Martin Bell sobre las víctimas callejeras del reaganismo; Oliver Stone (Salvador, 1986); Adam McKay (Vice, 2018, sobre Dick Cheney; No mires arriba, 2021), Thomas McCarthy (Spotlight, 2015, sobre el encubrimiento de la pederastia por la diócesis de Boston) y Steven Spielberg, que se acercó al género con El color púrpura, Amistad, La lista de Schindler y Munich, donde trata el tema del terrorismo. Más desconocida, pero realmente impactante, es Romero (1989), una película sobre la teología de la liberación en la persona del mártir salvadoreño Óscar Arnulfo Romero. Más perseverantes en el género son Lionel Rogosin, Spike Lee, Michael Moore, Davis Guggenheim y Ava DuVernay (Selma, Enmienda XIII). Pero en Estados Unidos la verdadera censura la ejerce el ejército: por ejemplo, no se pudo tratar el tema de la guerra de Vietnam sino a toro pasado, cuando ya había concluido. La Gran recesión de 2008 inspiró películas como Assault on Wall Street (2012) de Uwe Boll y El lobo de Wall Street (2013) de Martin Scorsese, entre otras.
En España puede citarse a Luis Buñuel (Los olvidados, Las Hurdes, tierra sin pan, El ángel exterminador, El discreto encanto de la burguesía), y luego, domeñando a duras penas la censura franquista, a José Antonio Nieves Conde (Surcos, 1951); Luis García Berlanga (Bienvenido, Mister Marshall, 1953); Fernando Fernán Gómez (El mundo sigue, 1962) y Carlos Saura con La caza (1966). La censura fascista incluso derrumbaba cualquier proyecto que pudiera contravenir las normas dictadas desde el Estado, como podía ser la adaptación de escritores mal vistos por el Régimen. Este es el caso de Benito Pérez Galdós, autor del que la censura prohibió el traspaso al cine de las obras El abuelo y Fortunata y Jacinta. En España no se produjo ninguna película inspirada en la obra galdosiana desde los años cuarenta hasta finales de los sesenta, cuando Luis Buñuel pudo apenas romper el tabú. Senderos de gloria, de Kubrick, fue prohibida en España como lo fue en Francia y en Marruecos en 1957, junto a Los jueves milagro de Luis García Berlanga. Política (o más bien de propaganda o revolucionaria fascista) es también un filme cuyo guion compuso bajo pseudónimo el propio dictador: Raza, y que cuenta con dos versiones, la de 1941, y la posterior más atenuada. La democracia trajo filmes como El crimen de Cuenca 1979 de Pilar Miró, denuncia de la tortura por la Guardia civil a principios del siglo XX y de la torpeza del sistema judicial español, que algunos quisieron ver en relación con el terrorismo de ETA; Siete días de Enero (1979), de Juan Antonio Bardem, sobre la matanza de Atocha por parte de los terroristas de la ultraderecha española, y La verdad sobre el caso Savolta (1978) de Antonio Drove, sobre las luchas entre anarquistas y empresarios a principios del siglo XX; o La muerte de Mikel (1984), de Imanol Uribe.
El cine político moderno en España es fundamentalmente social: Pídele cuentas al Rey (1999), de José Antonio Quirós, trata el problema de la crisis minera asturiana y la búsqueda de empleo, y fue galardonada en el Festival de cine de Valladolid. Los lunes al sol (2002) de Fernando León se anticipa a la Gran Recesión de 2008 y sus funestas consecuencias en desempleo. El efecto Iguazú (2003) trata el conflicto de los trabajadores de Sintel y fue galardonado con un premio Goya en ese año. En el documental ¡Hay motivo! (2004) 32 cineastas (Joaquín Oristrell, David Trueba, Imanol Uribe, Fernando Colomo, Vicente Aranda, Isabel Coixet, Icíar Bollaín...) hicieron cortos sobre temas como la injusticia, la intolerancia o las medidas impopulares de los últimos años de gobierno Aznar. En Vidas pequeñas (2010), del hispanoargentino Enrique Gabriel Lipschutz, autor de En la puta calle (que trataba sobre las tribulaciones de un electricista español en paro y su amistad con un inmigrante clandestino) denuncia la marginación, la miseria moral y la especulación. Mercados de futuro(2010) de Mercedes Álvarez trata crudamente la debacle inmobiliaria. Catalunya über alles! (2010) de Ramón Térmens analiza las raíces del independentismo, la xenofobia y la convivencia. Cinco metros cuadrados (2010) triunfó en Málaga con una esperpéntica y kafkiana visión de la crisis de la vivienda. Caso pendiente (2012) trata el tema de las estafas por pirámide Ponzi en el caso concreto del escándalo financiero de Forum Filatélico / Afinsa. El triste olor de la carne (2013) de Cristóbal Arteaga sigue con un virtuoso plano-secuencia el día de una ejemplar víctima de la crisis económica. Dos documentales de Cosima Dannoritzer han reflejado además los aspectos derivados de la obsolescencia programada: Comprar, tirar, comprar (2010) y La tragedia electrónica (2014).
El movimiento 15-M provocó además un subgénero que es representado por el documental Banderas falsas (2012), 15-M, la película, Interferencias, Indignados y Libre te quiero, de Basilio Martín Patino. 
En Europa hay que mencionar a los hermanos Taviani, al británico Ken Loach, quien, al igual que Costa-Gavras, está por entero dedicado al género, mostrando los estragos del thatcherismo sobre los pobres proletarios y la destrucción a pequeña escala que provoca la macroeconomía en obras maestras como por citar solo un ejemplo, Yo, Daniel Blake (2016), de un evangélico verismo casi documental. Hubo un intento de reflejar los años de plomo del IRA en '71 (2014) de Yann Demangey, y Stefano Sollima, con Suburra (2015), disfraza de thriller un análisis de la corrupción en Roma en todas sus capas sociales. El finlandés Aki Kaurismäki hace películas siempre sobre perdedores y gente normal, a la que siempre hace hablar y escucha en su cine con atención. En el mundo árabe, Marjane Satrapi con su Persépolis y el iraní Kiarostami. En África destacan el senegalés Ousmane Sembène, el egipcio Youssef Chahine, el etíope Haile Gerima, el maliense Souleymane Cissé y el burkinés Idrissa Ouedaraogo. En Asia pueden citarse el chino Chen Kaige, los indios Satyajit Ray y Ritwik Ghatak, el filipino Lino Brocka y el coreano Bong Joon-ho con su galardonada Parásitos (2019) y el turco de origen kurdo Yilmaz Güney.
Realmente perturbadora es Chien (2017) del francés Samuel Benchetrit, una exasperante parábola en la que se contemplan los efectos de la total sumisión y alienación de la sociedad contemporánea. La galardonada El hoyo (2019), de Galder Gaztelu-Urrutia, es una parábola kafkiana sobre la desigualdad social y el capitalismo salvaje. El Festival de cine de Venecia de 2020 reconoció este cine en un año de gran crisis, premiando Nomadland (2020) de la chino-estadounidense Chloé Zhao y, asimismo, Nuevo Orden (2020), del mexicano Michel Franco.